# Eois metriopis
Eois metriopis là một loài bướm đêm trong họ Geometridae.